# جيرالدين بيميش
جيرالدين بيميش (بالإنجليزية: Geraldine Beamish)‏ مواليد 23 يونيو 1883 في لندن - الوفاة 10 مايو 1972 في لندن، كانت لاعبة كرة مضرب إنجليزية. سبق أن شاركت في دورة الألعاب الأولمبية الصيفية.

## نهائيات جراند سلام

### الوصافة
| السنة | البطولة        | الشريك            | المنافسون                 | النقاط   |
| 1921  | بطولة ويمبلدون | إيرين بودير بيكوك | سوزان لنجلن إليزابيث ريان | 1–6, 2–6 |

## روابط خارجية
- جيرالدين بيميش على موقع الاتحاد الدولي لكرة المضرب (الإنجليزية)
- جيرالدين بيميش على موقع خلاصة التنس.كوم (الإنجليزية)
- جيرالدين بيميش على موقع اللجنة الأولمبية الدولية (الإنجليزية)
- جيرالدين بيميش على موقع أوليمبيديا (الإنجليزية)
- جيرالدين بيميش على موقع اللجنة الأولمبية البريطانية (الإنجليزية)